# (7257) Yoshiya
(7257) Yoshiya est un astéroïde de la ceinture principale.

## Description
(7257) Yoshiya est un astéroïde de la ceinture principale. Il fut découvert le 7 janvier 1994 à Oizumi par Takao Kobayashi. Il présente une orbite caractérisée par un demi-grand axe de 2,36 UA, une excentricité de 0,10 et une inclinaison de 3,7° par rapport à l'écliptique.

## Compléments